# Olympische Sommerspiele 2020/Sportklettern/Qualifikation
Dieser Artikel beschreibt die Qualifikation für die Wettbewerbe im Sportklettern bei den Olympischen Sommerspielen 2020. Insgesamt gab es 40 Quotenplätze, 20 pro Geschlecht. Jede Nation durfte maximal zwei Athleten pro Geschlecht stellen.
Bei der Kletterweltmeisterschaft 2019 erhielten die besten sieben Athleten jedes Geschlechtes einen Quotenplatz. Sieben weitere Quotenplätze pro Geschlecht werden beim Olympischen Qualifikationswettkampf in Toulouse vom 28. November bis 1. Dezember 2019 vergeben. Zudem qualifizierten sich die fünf Kontinentalmeister eines jeden Geschlechtes direkt für Tokio. Wegen der COVID-19-Pandemie wurden jedoch die Meisterschaften von Afrika, Asien, Europa sowie Ozeanien verschoben. Des Weiteren erhielten die japanischen Delegation als Gastgebernation jeweils einen Quotenplatz pro Wettbewerb. Zudem wurde für beide Wettbewerbe ein Quotenplatz durch eine Wildcard vergeben.

## Übersicht
| Nation             | Männer | Frauen | Gesamt |
| ------------------ | ------ | ------ | ------ |
| Australien         | 1      | 1      | 2      |
| China              | 1      | 1      | 2      |
| Deutschland        | 2      |        | 2      |
| Frankreich         | 2      | 2      | 4      |
| Großbritannien     |        | 1      | 1      |
| Italien            | 2      | 1      | 3      |
| Japan              | 2      | 2      | 4      |
| Kanada             | 1      | 1      | 2      |
| Kasachstan         | 1      |        | 1      |
| Österreich         | 1      | 1      | 2      |
| Polen              |        | 1      | 1      |
| ROC                | 1      | 2      | 3      |
| Schweiz            |        | 1      | 1      |
| Slowenien          |        | 2      | 2      |
| Spanien            | 1      |        | 1      |
| Südafrika          | 1      | 1      | 2      |
| Südkorea           | 1      | 1      | 2      |
| Tschechien         | 1      |        | 1      |
| Vereinigte Staaten | 2      | 2      | 4      |
| Gesamt: 19 NOKs    | 20     | 20     | 40     |

## Wettbewerbe

### Männer
| Qualifikationswettbewerb            | Datum                           | Ort          | Plätze | Qualifizierte Athleten |
| ----------------------------------- | ------------------------------- | ------------ | ------ | ---------------------- |
| Gastgeber                           | 7. September 2013               | Buenos Aires | 1      | Kai Harada             |
| Weltmeisterschaft 2019              | 11. – 22. August 2019           | Hachiōji     | 7      | Alexander Megos        |
| Weltmeisterschaft 2019              | 11. – 22. August 2019           | Hachiōji     | 7      | Jakob Schubert         |
| Weltmeisterschaft 2019              | 11. – 22. August 2019           | Hachiōji     | 7      | Rischat Chaibullin     |
| Weltmeisterschaft 2019              | 11. – 22. August 2019           | Hachiōji     | 7      | Mickaël Mawem          |
| Weltmeisterschaft 2019              | 11. – 22. August 2019           | Hachiōji     | 7      | Ludovico Fossali       |
| Weltmeisterschaft 2019              | 11. – 22. August 2019           | Hachiōji     | 7      | Sean McColl            |
| Weltmeisterschaft 2019              | 11. – 22. August 2019           | Hachiōji     | 7      | Tomoa Narasaki         |
| Olympischer Qualifikationswettkampf | 28. November – 1. Dezember 2019 | Toulouse     | 6      | Adam Ondra             |
| Olympischer Qualifikationswettkampf | 28. November – 1. Dezember 2019 | Toulouse     | 6      | Pan Yufei              |
| Olympischer Qualifikationswettkampf | 28. November – 1. Dezember 2019 | Toulouse     | 6      | Alberto Ginés López    |
| Olympischer Qualifikationswettkampf | 28. November – 1. Dezember 2019 | Toulouse     | 6      | Jan Hojer              |
| Olympischer Qualifikationswettkampf | 28. November – 1. Dezember 2019 | Toulouse     | 6      | Bassa Mawem            |
| Olympischer Qualifikationswettkampf | 28. November – 1. Dezember 2019 | Toulouse     | 6      | Nathaniel Coleman      |
| Amerikameisterschaft 2020           | 27. Februar – 1. März 2020      | Los Angeles  | 1      | Colin Duffy            |
| Europameisterschaft 2020            | 19. – 29. November 2020         | Moskau       | 1      | Alexei Rubzow          |
| Afrikameisterschaft 2020            | 17. – 20. Dezember 2020         | Kapstadt     | 1      | Christopher Cosser     |
| Asienmeisterschaft 2020             | (10. – 13. Dezember 2020) *     | Morioka      | 1      | Chon Jongwon           |
| Ozeanienmeisterschaft 2020          | 19. – 20. Dezember 2020         | Sydney       | 1      | Tom O’Halloran         |
| Wildcard                            | –                               | –            | 1      | Michael Piccolruaz     |
| Gesamt                              | Gesamt                          | Gesamt       | 20     | 20                     |

### Frauen
| Qualifikationswettbewerb            | Datum                           | Ort          | Plätze | Qualifizierte Athletinnen |
| ----------------------------------- | ------------------------------- | ------------ | ------ | ------------------------- |
| Gastgeber                           | 7. September 2013               | Buenos Aires | 1      | Miho Nonaka               |
| Weltmeisterschaft 2019              | 11. – 22. August 2019           | Hachiōji     | 7      | Shauna Coxsey             |
| Weltmeisterschaft 2019              | 11. – 22. August 2019           | Hachiōji     | 7      | Janja Garnbret            |
| Weltmeisterschaft 2019              | 11. – 22. August 2019           | Hachiōji     | 7      | Petra Klingler            |
| Weltmeisterschaft 2019              | 11. – 22. August 2019           | Hachiōji     | 7      | Aleksandra Mirosław       |
| Weltmeisterschaft 2019              | 11. – 22. August 2019           | Hachiōji     | 7      | Brooke Raboutou           |
| Weltmeisterschaft 2019              | 11. – 22. August 2019           | Hachiōji     | 7      | Jessica Pilz              |
| Weltmeisterschaft 2019              | 11. – 22. August 2019           | Hachiōji     | 7      | Akiyo Noguchi             |
| Olympischer Qualifikationswettkampf | 28. November – 1. Dezember 2019 | Toulouse     | 6      | Mia Krampl                |
| Olympischer Qualifikationswettkampf | 28. November – 1. Dezember 2019 | Toulouse     | 6      | Laura Rogora              |
| Olympischer Qualifikationswettkampf | 28. November – 1. Dezember 2019 | Toulouse     | 6      | Julia Chanourdie          |
| Olympischer Qualifikationswettkampf | 28. November – 1. Dezember 2019 | Toulouse     | 6      | Julija Kaplina            |
| Olympischer Qualifikationswettkampf | 28. November – 1. Dezember 2019 | Toulouse     | 6      | Kyra Condie               |
| Olympischer Qualifikationswettkampf | 28. November – 1. Dezember 2019 | Toulouse     | 6      | Song Yiling               |
| Amerikameisterschaft 2020           | 27. Februar – 1. März 2020      | Los Angeles  | 1      | Alannah Yip               |
| Europameisterschaft 2020            | 19. – 29. November 2020         | Moskau       | 1      | Wiktorija Meschkowa       |
| Afrikameisterschaft 2020            | 17. – 20. Dezember 2020         | Kapstadt     | 1      | Erin Sterkenburg          |
| Asienmeisterschaft 2020             | (10. – 13. Dezember 2020) *     | Morioka      | 1      | Seo Chae-hyun             |
| Ozeanienmeisterschaft 2020          | 19. – 20. Dezember 2020         | Sydney       | 1      | Oceana Mackenzie          |
| Wildcard                            | –                               | –            | 1      | Anouck Jaubert            |
| Gesamt                              | Gesamt                          | Gesamt       | 20     | 20                        |